# Elton John 2004 Tour
Elton John 2004 Tour – dziewiętnasta solowa trasa koncertowa Eltona Johna, w jej trakcie odbyło się trzydzieści sześć koncertów.
1. 8 marca 2004 – Kamloops, Kanada – Sport Mart Place
2. 16 kwietnia 2004 – Reading, Pensylwania, USA – Sovereign Center
3. 17 kwietnia 2004 – Amherst, Iowa, USA – William D. Mullins Memorial Center
4. 23 kwietnia 2004 – Manchester, New Hampshire, USA – Verizon Wireless Arena
5. 24 kwietnia 2004 – Portland, Oregon, USA – Cumberland County Civic Center
6. 27 kwietnia 2004 – Bridgeport, Connecticut, USA – Harbor Yard Arena
7. 28 kwietnia 2004 – Bridgeport, Connecticut, USA – Harbor Yard Arena
8. 26 maja 2004 – Sycylia, Włochy – Velodromo Paolo Borsellino
9. 28 maja 2004 – Bayonne, Francja – Arene de Bayonne
10. 30 maja 2004 – Nikozja, Cypr – Davila Moat
11. 1 czerwca 2004 – Karlstad, Szwecja – Löfbergs Lila Arena
12. 3 czerwca 2004 – Stavanger, Norwegia – Gamle Stavanger Station
13. 5 czerwca 2004 – Langesund, Norwegia – Krogshavn
14. 6 czerwca 2004 – Aalborg, Dania – Kongress Kultur Center
15. 8 czerwca 2004 – Genua, Włochy – Piazza Del Mare
16. 9 czerwca 2004 – Reggio Calabria, Włochy – Stadio Oreste Granillo
17. 11 czerwca 2004 – Bristol, Anglia – Ashton Gate Stadium
18. 16 czerwca 2004 – Suffolk, Anglia – Portman Road
19. 18 czerwca 2004 – Aberdeen, Szkocja – Pittodrie Stadium
20. 20 czerwca 2004 – Kent, Anglia – The Hop Farm County Park
21. 28 czerwca 2004 – Birmingham, Anglia – National Exhibition Centre
22. 29 czerwca 2004 – Birmingham, Anglia – National Exhibition Centre
23. 1 lipca 2004 – Londyn, Anglia – Wembley Arena
24. 2 lipca 2004 – Londyn, Anglia – Wembley Arena
25. 4 lipca 2004 – Londyn, Anglia – Royal Albert Hall
26. 13 lipca 2004 – New York City, Nowy Jork, USA – Radio City Music Hall
27. 14 lipca 2004 – New York City, Nowy Jork, USA – Radio City Music Hall
28. 15 lipca 2004 – New York City, Nowy Jork, USA – Radio City Music Hall
29. 17 lipca 2004 – New York City, Nowy Jork, USA – Radio City Music Hall
30. 18 lipca 2004 – New York City, Nowy Jork, USA – Radio City Music Hall
31. 10 września 2004 – Gibraltar, Victoria Stadium
32. 14 września 2004 – Hongkong, Chiny – Hong Kong Convention and Exhibition Centre
33. 17 września 2004 – Seul, Korea Południowa – Olympic Gymnastics Arena
34. 19 września 2004 – Szanghaj, Chiny – Grand Stage
35. 21 września 2004 – Szanghaj, Chiny – Grand Stage
36. 23 września 2004 – Tajpej, Tajwan – Chung Shan Football Stadium